# Rink-Hockey Club Lyon
El Rink hockey club de Lyon, o de forma abreviada RHC Lyon, es un equipo francés de hockey sobre patines con sede en localidad de Lyon. Actualmente disputa la Nationale 1 Elite en el pabellón Halle de Roller-Skating, en el barrio de la Duchère en Lyon.

## Historia
El equipo fue fundado en el año 1983, por Jacky Avondo. 
El club empezó su andadura deportiva en el distrito sexto de Lyon, en una pista descubierta, enfrente del instituto Lycée du Parc, donde consiguió los primeros títulos (incluido el campeonato nacional senior de N3). Con el ascenso a la segundo categoría nacional el club tuvo que cambiar de pista y se trasladó a disputar sus encuentros en el Halle de Roller-Skating de la Duchère, donde antes la sección de hoquei del LOU, ya desaparecido, y presidido por Roger Marchand, jugaba. El primer año en su nueva pista ya consiguería el título de Campeón de Francia N2, sin ninguna derrota, y su ascenso directo a la primera División Nacional. Este equipo estaba integrado mayoritariamente con los primeros integrantes del club : Grégory Avondo, Richard Tripier, Hervé Brunel, Damien Keita, Jean Christophe Briguet, Michel  Angel Santiago, Enrique Cedeira, Jérome Bergon y Nicolas Bergon. Entrenador : Jacky Avondo.   

## Palmarés
- 1 Campeonato de Liga (N2): 1992
- 1 Campeonato de Liga (N3): 1991

Son destacables el subcampeonato de liga (N2) en 2006 y los terceros puestos en 2003 y 2004. En 2014 y 2015 participó en la Copa de la CERS, cayendo en la fase previa ante el campeón de esa edición, el Club Esportiu Noia y en octavos de final ante el SCRA Saint-Omer, respectivamente.